# General Manuel Campos
Ne doit pas être confondu avec General Campos.
General Manuel Campos est une localité rurale argentine située dans le département de Guatraché, dans la province de La Pampa.

## Démographie
La localité compte 935 habitants (Indec, 2010), soit une augmentation de 20,3 % par rapport au précédent recensement de 2001 qui comptait 777 habitants.